# ColaLife

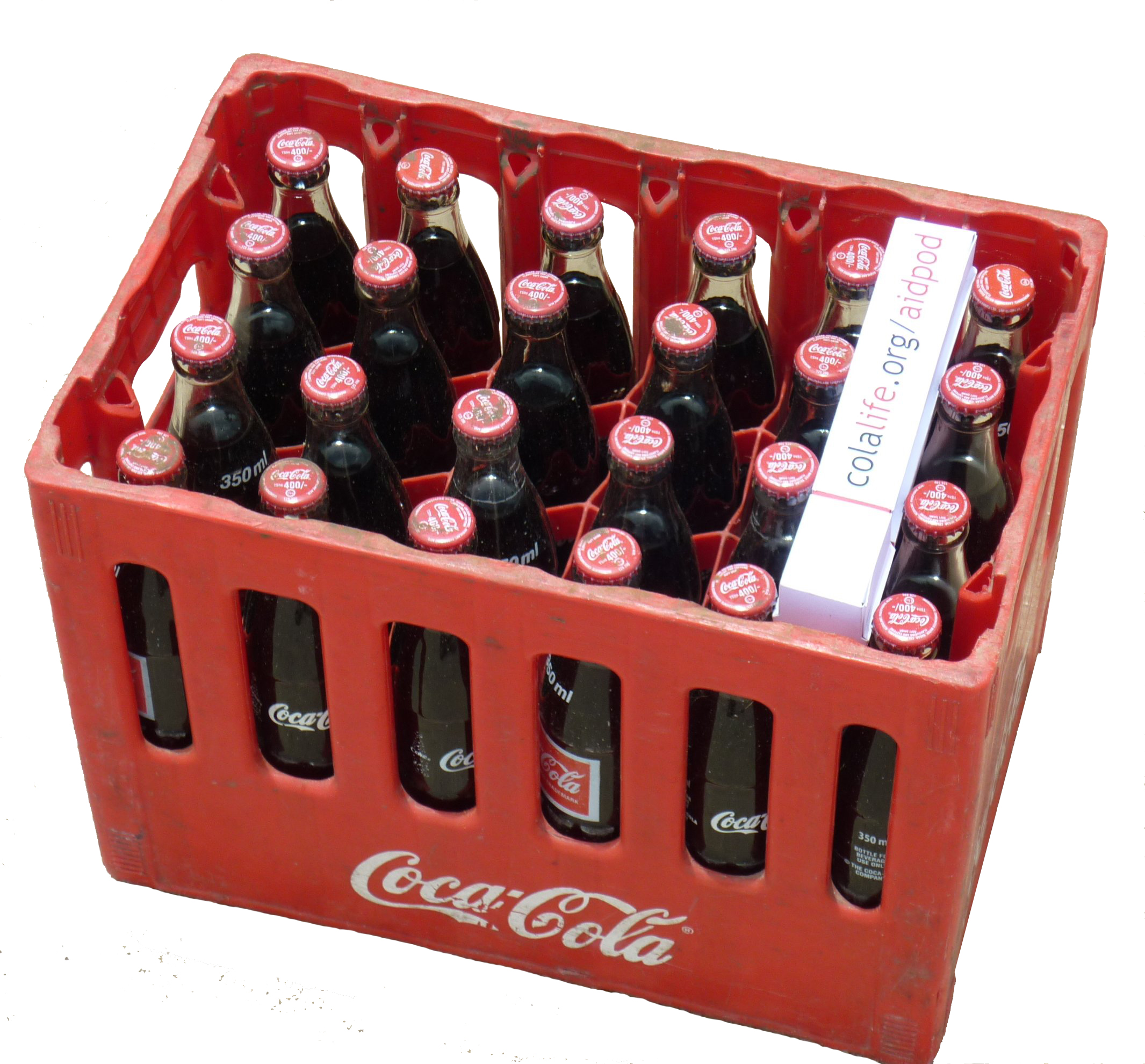
AidPod in Coca-Cola-Kasten

ColaLife Limited (Private company limited by guarantee) ist ein nicht gewinnorientiertes Unternehmen mit Sitz in Großbritannien. Das Unternehmen hat sich zum Ziel gesetzt, mittels bereits existierender kommerzieller Distributionsnetzwerke (z. B. des Netzwerks der Coca-Cola Company (TCCC)) die Verfügbarkeit von einfachen, grundlegenden Medikamenten in ländlichen Gebieten in Entwicklungsländern zu erhöhen.

## Geschichte
Die Idee für ColaLife kam Simon Berry 1988 während seiner Arbeit als Entwicklungshelfer im Nordosten Sambias. Ihm fiel auf, dass er in jedem Dorf eine Cola bekommen konnte, dort aber zur gleichen Zeit jedes fünfte Kind vor seinem fünften Geburtstag an einfach zu behandelnden Krankheiten starb. Dies war der Fall, da es kein gut ausgebautes Distributionsnetzwerk für Medikamente gab. Seine Idee war daher, das Netzwerk von Coca-Cola zum Vertrieb dieser Medikamente zu nutzen. Er versuchte, TCCC für seine Idee zu gewinnen. Seitens Coca-Cola wurde jedoch erst 2008 Bereitschaft zu einem Gespräch signalisiert.
2009 wurde ColaLife Limited gegründet.

## Virtuelles Beratergremium
Dieses Gremium setzt sich aus Experten und prominenten Persönlichkeiten zusammen, die durch ihr Wissen, ihre Kontakte und ihre Reputation helfen sollen, die Idee voranzubringen. Mitglieder des Gremiums sind:
- Don Nutbeam, Professor für öffentliche Gesundheit und Vizekanzler der University of Southampton.
- Ian Goldman, Spezialist für gesellschaftliche Entwicklung in Afrika
- Prashant Yadav, Professor für Supply Chain Management am Zaragoza Logistics Center sowie Forschungspartner des MIT-Zentrums für Transport und Logistik.

## Konzept
Das Konzept von ColaLife basiert darauf, dass kommerzielle Produkte ihren Weg bis in die ländlichsten Gebiete in Afrika finden, in denselben Gebieten jedoch eins von fünf Kindern vor seinem fünften Geburtstag an vermeidbaren Ursachen, hauptsächlich an Durchfall, stirbt. Daher zielt ColaLife darauf ab, durch die Nutzung der kommerziellen Netzwerke die Vertriebswege für Medikamente zu ergänzen, um die Letzte Meile abzudecken. Dies sei nur möglich, wenn die Medikamente keine kommerziellen Produkte verdrängen. Aus diesem Grund wurde ein sogenannter Aidpod entwickelt, ein keilförmiger Behälter, der beispielsweise den ungenutzten Platz zwischen Flaschenhälsen nutzt. Neben WHO-Trinklösungen könnten so auch Wasserreinigungstabletten oder andere hilfreiche soziale Produkte transportiert werden.
Am Zielort könnte der Empfang der Aidpods zum Beispiel durch ein auf der SMS-Technologie basierendes System bestätigt werden. Damit verbunden könnte auch ein Micropayment ausgelöst werden.

## Preise und Förderungen
| Jahr | Beschreibung                         | Kommentar |
| ---- | ------------------------------------ | --- |
| 2008 | The New Statesman’s New Media Awards | nominiert |
| 2010 | Buckminster Fuller Challenge         | ColaLife war einer von 30 Semi-Finalisten                                                                             |
| 2010 | UnLtd Preis für Soziale Unternehmer  | Förderung in Höhe von 15000 £ zur Deckung der Lebenshaltungskosten um hauptberuflich für ColaLife arbeiten zu können. |